# Kayambi
Kayambi, indijanski narod naseljen u krajevima oko vulkana Cayámbe u sjevernom Ekvadoru. Njihovo porijeklo nije kečuansko, nego su pos vlast Inka došli za dvadesetgodišnjeg osvajanja Inke Huayna Capaca (oko 1498), nakon čega su primili i kečuanski jezik. Oko 20.000 ratnika iz plemena kayambi i karanki bilo je tada pobijeno, a njihova tijela bačena u jezero Yawar Cocha ,sjeverno od današnjeg grada Ibarra. Osvajanjem ovih zemalja inka je oženio djevojku Quilago Túpac Palla, iz čije se veze rodio Atahualpa.
Kayambi danas žive od poljodjelstva i uzgoja muznih krava.